# Герб Амурска
Герб городского поселения «Город Аму́рск» Амурского муниципального района Хабаровского края Российской Федерации — опознавательно-правовой знак, наряду с флагом служащий официальным символом муниципального образования.
Герб городского поселения "Город Амурск утверждён Решением № 215 Совета депутатов городского поселения «Город Амурск» 24 февраля 2011 года.
Герб подлежит внесению в Государственный геральдический регистр Российской Федерации.

## Описание и обоснование символики
Геральдическое описание (блазон) гласит:
В лазоревом поле пониженный серебряный волнистый пояс, сопровождаемый вверху взлетающим серебряным дальневосточным аистом с чёрными маховыми перьями и червлёными лапами.
Герб городского поселения «Город Амурск» составлен по определённым геральдическим правилам и выполнен средствами современной знаково-геральдической системы. Он отражает природно-климатические особенности района.
Дальневосточный аист (крылатый символ Амурска) символизирует благоразумие, чистоту и постоянство. Волнообразный пояс символизирует реку Амур и его протоки.
При исполнении герба применены три геральдических цвета (финифти) и один цвет благородного металла:
— голубой (лазурь), символ красоты, мягкости и величия;
— чёрный (чернь) символизирует благоразумие, смирение, печаль;
— красный (червлень), символизирует храбрость, мужество, неустрашимость;
— серебро — символ чистоты, добра, независимости.

## История

### Первая эмблема
27 января 1998 года было принято решение Совета депутатов района «О конкурсе на проект герба г. Амурска с Амурским районом». Конкурс был приурочен к подготовке празднования 40-летия Амурска.
В 2002 году на официальном сайте Администрации города Амурска появилась геральдическая эмблема Амурска, которую можно описать следующим образом: 
В червлёном щите с лазоревой волнообразной оконечностью золотой цветок в виде дисковой пилы справа и шестерни слева, обременённый червлёной химической ретортой, сопровождаемый по сторонам шестью зелёными широкими лучами, чередующимися с золотыми узкими лучами.
Дисковая пила и шестерня символизировали градообразующие предприятия Амурска: целлюлозно-картонный комбинат, машиностроительный завод и патронный завод «Вымпел».
Информация об официальном утверждении эмблемы в качестве герба Амурска отсутствует.

### Новый герб
Первый вариант официального герба Амурска был утверждён 14 сентября 2006 года Решением Совета депутатов городского поселения «Город Амурск» Амурского муниципального района № 156 «Об установлении официальных символов городского поселения „Город Амурск“ Амурского муниципального района Хабаровского края»
Герб имел следующее описание: 
герб представляет собой геральдический щит французской формы лазоревого (синего) цвета, в котором изображён летящий вправо (от зрителя влево) белый дальневосточный аист с черными крыльями и красными лапами. Нижняя часть щита обременена волнообразным двойным серебряным поясом.
Автор герба — Сергей Логинов.
Геральдический совет при Президенте Российской Федерации провел геральдическую экспертизу герба Амурска и рекомендовал администрации городского поселения внести изменения в рисунок герба — удалить узкий волнистый пояс, а также заменить описание герба на геральдическое.
24 февраля 2011 года Совет депутатов городского поселения «Город Амурск», в соответствии с рекомендациями Геральдического Совета, внёс изменения в рисунок герба и его описание.
Геральдическое описание герба городского поселения «Город Амурск» приняло следующий вид: «В лазоревом поле пониженный серебряный волнистый пояс, сопровождаемый вверху взлетающим серебряным дальневосточным аистом с черными маховыми перьями и червлёными лапами».